# Rotundabaloghia rotunda
Rotundabaloghia rotunda – gatunek roztocza z kohorty żukowców i rodziny Rotundabaloghiidae.
Gatunek ten został opisany w 1973 roku przez Wernera Hirschmanna jako Uroobovella rotunda.
Roztocz ten cechuje się tarczką brzuszną pozbawioną ornamentacji. Tarczka genitalna u samicy oraz tarczka piersiowa u samca są ornamentowane. Dziewiąta para szczecin wentralnych na tarczce brzusznej nie występuje. Szczeciny wentralne pary drugiej, szóstej, siódmej i ósmej oraz szczeciny adanalne są krótkie.
Gatunek znany z Brazylii.